# Qibya
Qibya (àrab: قبية, Qibya) és una vila palestina de la governació de Ramal·lah i al-Bireh, al centre de Cisjordània, situada 30 km al nord-oest de Ramal·lah i al nord de la ciutat israeliana de Modi'in. Segons l'Oficina Central d'Estadístiques de Palestina (PCBS), tenia 6.272 habitants en 2016.

## Història
S'hi ha trobat terrissa de les èpoques romana-romana d'Orient, mameluca i del primer període otomà.

### Època otomana
Qibya, igual que la resta de Palestina, va ser incorporada a l'Imperi Otomà en 1517, i en el cens de 1596, el poble estava situat a la nàhiya de Ramla al liwà de Gaza. Tenia una població totalment musulmana de 29 llars i pagava impostos sobre blat, ordi, cultius d'estiu, oliveres, arbres fruiters, cabres i / o ruscs i una premsa per a olives o raïms.
En 1883 el Survey of Western Palestine del Fons per a l'Exploració de Palestina descriu Kibbiah), com «un vilatge molt petit amb oliveres dalt d'un turó.»

### Època del Mandat Britànic
En el cens de Palestina de 1922, organitzat per les autoritats del Mandat Britànic, la població de Kibbia era de 694 habitants, tots musulmans incrementats en el cens de 1931 a 909 musulmans en 204 cases.
En 1945 la població de Qibya era de 1.250 musulmans, que posseïen 16.504 dúnams de terra segons una enquesta oficial de terra i població. 4,788 dúnams eren usats per a cereals, mentre que 32 dúnams eren sòl edificat.

### Després de 1948
En la vespra de guerra araboisraeliana de 1948, i després dels acords d'armistici araboisraelians de 1949, Qibya fou ocupada pel regne haixemita de Jordània. Després de la Guerra dels Sis Dies de 1967 va romandre sota l'ocupació israeliana. Qibya va rebre una nova cobertura dels mitjans de comunicació durant les eleccions legislatives d'Israel de 2003 quan es preveia correctament que Xaron es convertiria en el proper primer ministre israelià.

#### Massacre
A l'octubre de 1953, Qibya va ser l'objectiu d'una incursió israeliana coneguda com la massacre de Qibya per part de la Unitat 101 comandada per Ariel Xaron, que va provocar la mort de 67 o 69 civils desarmats i la destrucció a gran escala del poble. El 18 d'octubre de 1953, el Departament d'Estat dels Estats Units va emetre un butlletí que expressava "la seva més profunda simpatia per les famílies dels que van perdre la vida" a Qibya, així com la convicció que els responsables "haurien de ser jutjats i que s'haurien de prendre mesures efectives presos per evitar aquests incidents en el futur." Els Estats Units van suspendre temporalment l'ajuda econòmica a Israel.